# Otto von Heinemann
Friedrich Karl Otto von Heinemann, född 7 mars 1824 i Helmstedt, död 7 juni 1904 i Wolfenbüttel, var en tysk historiker, far till Lothar von Heinemann.
Heinemann blev 1856 lärare vid gymnasiet i Bernburg, 1868 överbibliotekarie i Wolfenbüttel och var även historielärare vid tekniska högskolan i Braunschweig. 
Bland Heinemanns skrifter finns bland annat Geschichte von Braunschweig und Hannover (3 band 1884–1892). Han gav ut Codex diplomatiens Anhaltinus (6 band, 1867–1883) och Die handschriften der herzoglichen bibliothek zu Wolfenbüttel (8 band, 1884–1904).